# Emoia caeruleocauda
Emoia caeruleocauda là một loài thằn lằn trong họ Scincidae. Loài này được De Vis mô tả khoa học đầu tiên năm 1892.

## Hình ảnh

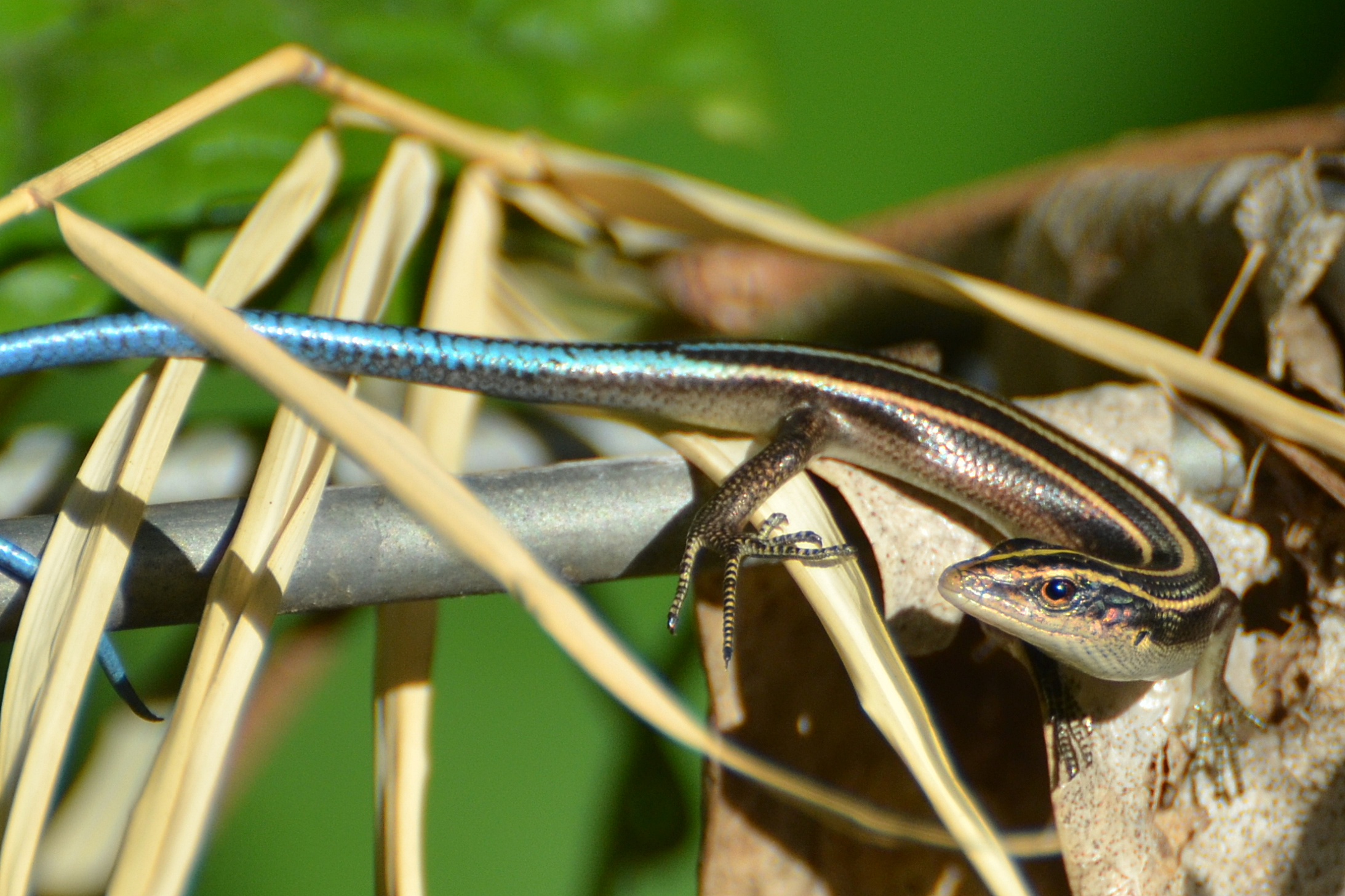